# Libuna
Libuna és un gènere monotípic d'arnes de la família Crambidae descrit per Frederic Moore en 1886. Conté només una espècie, Libuna solitella, descrita per Francis Walker el 1866, que es troba a Sri Lanka.